# Jani Riza
Jani Riza (ur. 17 stycznia 1941 we wsi Bulgarec k. Korczy, zm. 24 października 1988 w Korczy) – albański aktor teatralny i filmowy. 

## Życiorys
W 1964 ukończył studia na wydziale aktorskim Instytutu Sztuk w Tiranie, a następnie występował na scenie teatru Andona Zako Çajupiego w Korczy.
W filmie wystąpił po raz pierwszy w 1965 grając rolę Dalipa w filmie Vitet e para. Potem zagrał jeszcze w 15 filmach fabularnych, w czterech z nich były to role główne. Za rolę Bunaca Saliu w serialu Agimet e stinës së madhe został wyróżniony nagrodą aktorską na V Festiwalu Filmów Albańskich.
Zginął w wypadku samochodowym. Liga Pisarzy i Artystów Albanii, działająca w Korcza ufundowała nagrodę jego imienia, przeznaczoną dla młodych artystów.

## Role filmowe
- 1965: Vitet e para jako Dalip
- 1970: I teti në bronz jako Guri Çobani
- 1970: Montatorja jako spawacz
- 1972: Yjet e netëve të gjatë jako Marshall
- 1973: Mëngjese lufte jako żołnierz niemiecki
- 1976: Përballimi jako Xhezo
- 1977: Ata ishin katër jako Metjo
- 1977: Flamur në dallgë jako prowokator
- 1977: Streha e re jako Shaban
- 1978: I treti jako młynarz Dalip
- 1981: Agimet e stinës së madhe jako Bunac Saliu
- 1981: Thesari jako Kiço
- 1985: Asgjë nuk harrohet jako Lame Murrizi
- 1986: Rrethimi i vogel jako Beso
- 1986: Tri ditë nga një jetë jako Prifti